# Uridin
Az uridin (jele U vagy Urd) glikozilált pirimidinszármazék ribózhoz (pontosabban ribofuranózhoz) β-N1 glikozidos kötéssel kapcsolódó uracillal. A nukleinsavakat felépítő 5 standard nukleozid egyike, a többi az adenozin, a timidin, a citidin és a guanozin. Ezek rövidítése gyakran U, A, dT, C, illetve G. A timidint gyakran írják dT-ként (d, mint dezoxi-), mivel 2’-dezoxiribofuranóz van benne az uridin ribofuranóza helyett. Ennek oka, hogy a timidin dezoxiribonukleinsavban van, a ribonukleinsavban általában nem. Ezzel szemben az uridin általában RNS-ben található és nem DNS-ben. A többi 3 nukleozid RNS-ben és DNS-ben egyaránt megtalálható. RNS-ben jelük A, C és G, DNS-ben dA, dC és dG.

## Bioszintézis
Az uridin a természetben általában uridin-monofoszfátként (uridilát, UMP) keletkezik az orotidilát orotidilát-dekarboxiláz általi dekarboxilezésével. Az orotidilátot orotátból állítja elő 5-foszforibozil-1-pirofoszfáttal (PRPP) a pirimidin-foszforiboziltranszferáz. A PRPP reakciósegítő energiatároló molekula, ribóz-5-foszfátból jön létre továbbfoszforilálással; az orotát több lépésben jön létre karbamoil-foszfátból és aszpartátból.

## Élelmiszerekben
Az uridint nem esszenciális tápanyagnak tekintik, mivel az emberi szervezet előállítja, és kiegészítését nem ajánlják általánosan, de bizonyos alkalmazásokban vizsgálták.
Bár Handschumacher kutatásai szerint gyakorlatilag nem hasznosul az ily formájú uridin, „mivel – ahogy Handschumacher laboratóriuma (a Yale Egyetem Orvostudományi Intézete) 1981-ben kimutatta, – a máj és az emésztőrendszer lebontja, és nem mutatták ki egy élelmiszerről, hogy fogyasztása jelentősen növeli a véruridinszintet”. Ezt Jamamoto et al. cáfolták meg, a plazmauridinszint 30 perccel sörbevitel után 1,8-szeresére nőtt, ami legalábbis ellentmondó adatokra utal. Ezzel szemben a sörben lévő etanol növeli az uridinszintet, ami magyarázhatja Jamamoto et al. tanulmányának eredményeit. Az anyatejet vagy gyermekformulákat fogyasztó kisgyermekekben az uridin monofoszfátjaként (UMP) van jelen, ami biológiailag hasznosul és képes a vérkeringésbe jutni az emésztőrendszerből. Az alábbi élelmiszerekben van uridin RNS formájában:
- kecske- és báránytej és termékei
- Cukornádkivonat[10]
- Paradicsom (0,5–1,0 g uridin/kg szárazanyag)[11]
- Saccharomyces cerevisiae (szárazanyag-tartalom 1,7%-a uridin)[12][13]
- Beer[14]
- Brokkoli[12]
- Szervhúsok (máj, hasnyálmirigy stb.)[12]

Az RNS-gazdag ételek fogyasztása magas purinszintet (adenozin, guanozin) okozhat a vérben. A magas purinszintek növelik a húgysavtermelést és bizonyos betegségeket, például a köszvényt erősíthetik vagy okozhatják.
A Harvard kutatói beszámoltak arról, hogy az omega-3 zsírsavak és az uridin, melyek például halban, dióban, melaszban és cukorrépában találhatók, az antidepresszánsokhoz hasonló hatékonysággal gátolják a depressziót patkányokban. „Patkányoknak uridin és omega-3 zsírsavak kombinációjának adása a hagyományos antidepresszánsokhoz hasonló azonnali hatásokat okozott” William Carlezon, a McLean viselkedésgenetikai laboratóriumának igazgatója és a tanulmány vezető szerzője.

## Galaktózglikolízis
Az uridin a galaktóz glikolízisében fontos. Nincs ismert galaktózbontó katabolikus folyamat. Így a galaktóz glükózzá alakul és a közös glükózúton metabolizálódik. Miután a bejövő galaktóz galaktóz-1-foszfáttá (Gal-1-P) alakul, ez az UDP-glükózzal való reakcióban érintett. E folyamatot a galaktóz-1-foszfát-uridiltranszferáz katalizálja, mely az UDP-t a galaktózra viszi át, UDP-galaktózt és glükóz-1-foszfátot adva. Ez lehetővé teszi a megfelelő galaktózbontást.

## Fordítás
Ez a szócikk részben vagy egészben  az   Uridine című angol Wikipédia-szócikk ezen változatának fordításán alapul.  Az eredeti cikk szerkesztőit annak laptörténete sorolja fel. Ez a jelzés csupán a megfogalmazás eredetét és a szerzői jogokat jelzi, nem szolgál a cikkben szereplő információk forrásmegjelöléseként.